# Isoconcha sibogai
Isoconcha sibogai is een tweekleppigensoort uit de familie van de Basterotiidae. De wetenschappelijke naam van de soort is voor het eerst geldig gepubliceerd in 1911 door Dautzenberg & H. Fischer, in Pelseneer.